# Hořičky
Hořičky (deutsch Horschitzka, auch Kleinhorschitz) ist eine Gemeinde in Tschechien. Sie liegt 13 Kilometer östlich von Dvůr Králové nad Labem und gehört zum Okres Náchod.

## Geographie
Hořičky befindet sich südöstlich des Königreichwaldes linksseitig über dem Tal des Baches Válovický potok.
Nachbarorte sind Kalousov, Posadov und Křižanov im Norden, Mečov im Nordosten, Litoboř im Osten, Světlá und Hostinka im Südosten, Lhota pod Hořičkami, Újezdec und Nový Dvůr im Süden, Končiny, Husí Krky, Žďár und Horní Žlíbek im Südwesten, Chlístov und Brzice im Westen sowie Mezilečí im Nordwesten.

## Geschichte

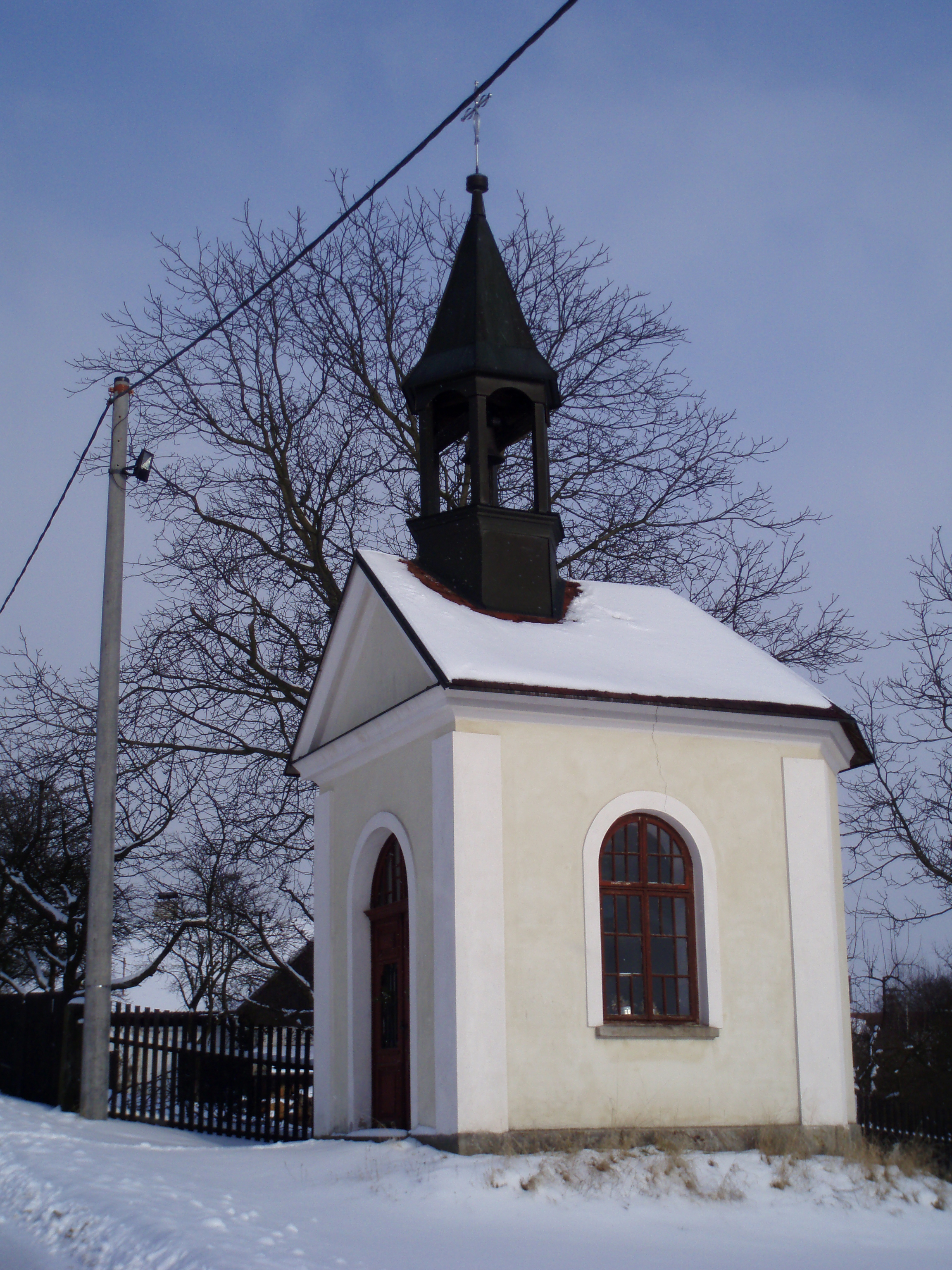
Die Kapelle in Mečov

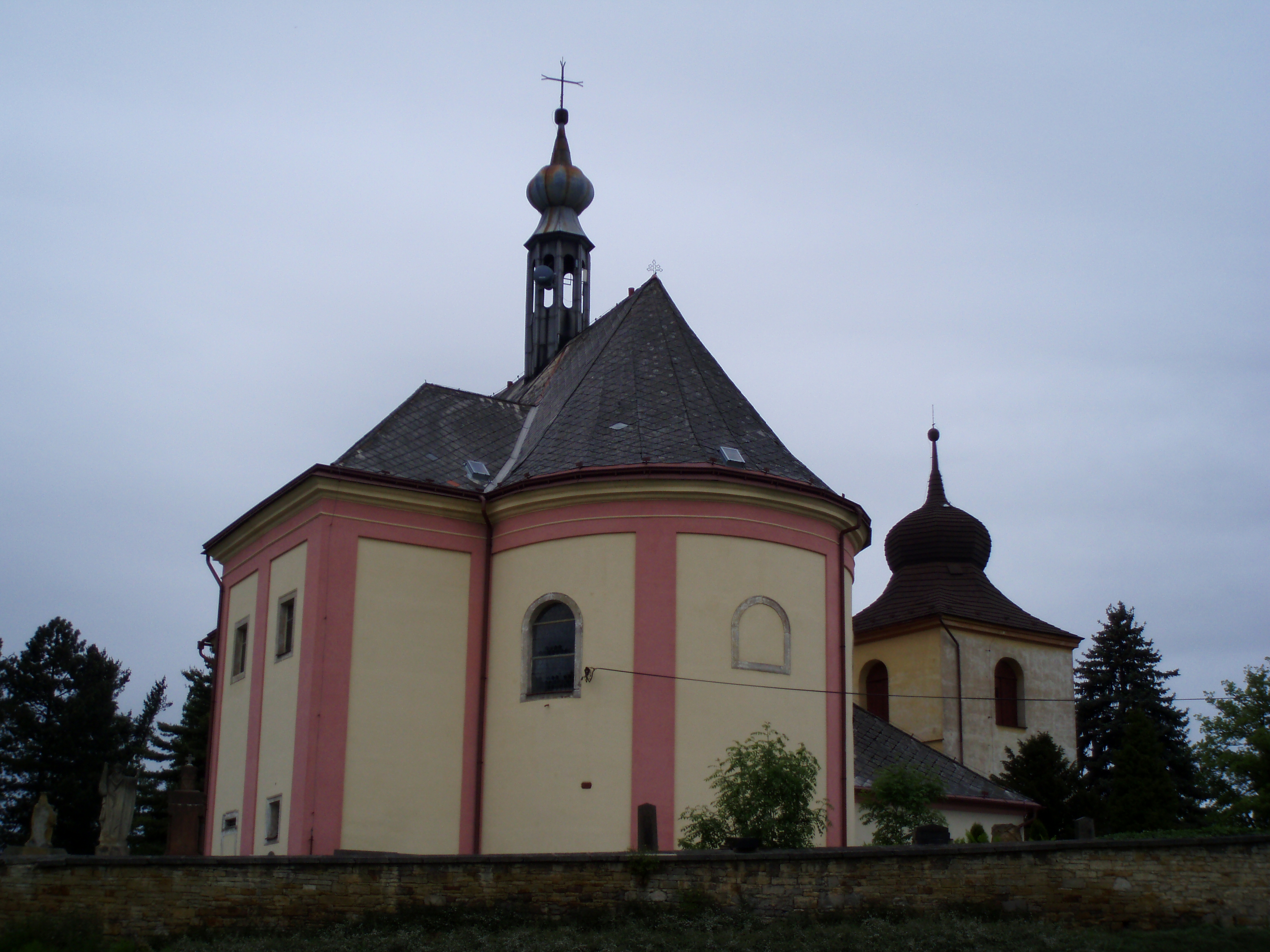
Kirche

Hořičky wurde 1357 als Besitz des Ritters Ludger von Hořiček erstmals urkundlich erwähnt. Eine weitere Erwähnung erfolgte 1359, als der damalige Chwalkowitzer Pfarrer Jan zum Pfarrer von Hořičky ernannt wurde. Die Güter in Hořičky wurden am Anfang des 15. Jahrhunderts an die Herrschaft Litoboř angeschlossen. Sie wurden danach Teil der Herrschaft Riesenburg und zum Ende des 16. Jahrhunderts der Herrschaft Nachod.
Das Pfarrdorf Hořičky bildete das Zentrum für die umliegenden kleinen Dörfer und seit dem 17. Jahrhundert existierte eine Pfarrschule. Ab 1714 wurde eine neue Kirche errichtet, die jährlich zum Ziel einer zweitägigen Heilig-Geist-Wallfahrt wurde. Im Laufe des 19. Jahrhunderts entwickelte sich Hořičky zu einer beliebten Sommerfrische. Durch den Heilpraktiker Antonín Pich wurden erfolgreich Frakturen behandelt.
Nach der Aufhebung der Patrimonialherrschaften bildete Hořičky ab 1850 eine Gemeinde im Bezirk Nové Město nad Metují. Am Ende des 19. Jahrhunderts entstand eine fünfklassige Schule. Zu dieser Zeit kam Hořičky zum Bezirk Náchod. In den Sanatorien der Ärzte Alois Kutík und Kašpar Rosa wurden zu Beginn des 20. Jahrhunderts Knochen- und Gelenkleiden kuriert. 1920 eröffnete eine Bürgerschule. Daneben existierten Geschäfte, die vor allem vom Kurbetrieb lebten. In Hořičky bestand ein Postamt und eine Gendarmeriestation.

## Gemeindegliederung
Die Gemeinde Hořičky besteht aus den Ortsteilen Chlístov (Chlistau), Hořičky (Horschitzka), Křižanov (Kreuzhöfner), Mečov (Metschow) und Nový Dvůr (Neuhof) sowie den Siedlungen Husí Krky (Husykrk), Kalousov (Kalausow) und Končiny (Konciny).

## Sehenswürdigkeiten
- barocke Kirche zum Heiligen Geist, erbaut 1714–1715 anstelle eines Vorgängerbaus
- Glockenturm, neben der Kirche, errichtet 1825–1829, teilweise unter Verwendung von Grabsteinen
- Denkmal für den Naturheiler Antonín Pich
- Gedenktafel für Julius Zeyer
- Kapellen in Křižanov und Mečov
- Grabmal von Antonín Pich

## Persönlichkeiten
- Antonín Pich (1795–1865), Heilpraktiker